# Letiště Napoleona Bonaparta Ajaccio
Letiště Napoleona Bonaparta Ajaccio (IATA: AJA, ICAO: LFKJ), francouzsky: Aéroport d'Ajaccio-Napoléon-Bonaparte, dříve Letiště Campo dell'Oro, je letiště v Ajacciu, hlavním městě francouzského ostrova Korsiky. Jmenuje se po rodákovi z Ajaccia Napolenu Bonapartovi.
Je to centrální letiště korsických aerolinií Air Corsica.

## Vybavení a vzhled
Lety jsou soustřeďovány do dvou terminálů – pro mezinárodní a pro domácí lety. Campo dell'Oro je moderní letiště s velkou řídicí věží, s hangáry a ostatním vybavením. Hlavní ranvej 02/20 je dlouhá 2 407 metrů. Je zde také stará ranvej, která je velmi krátká a používá se pouze při kaskadérských letech.

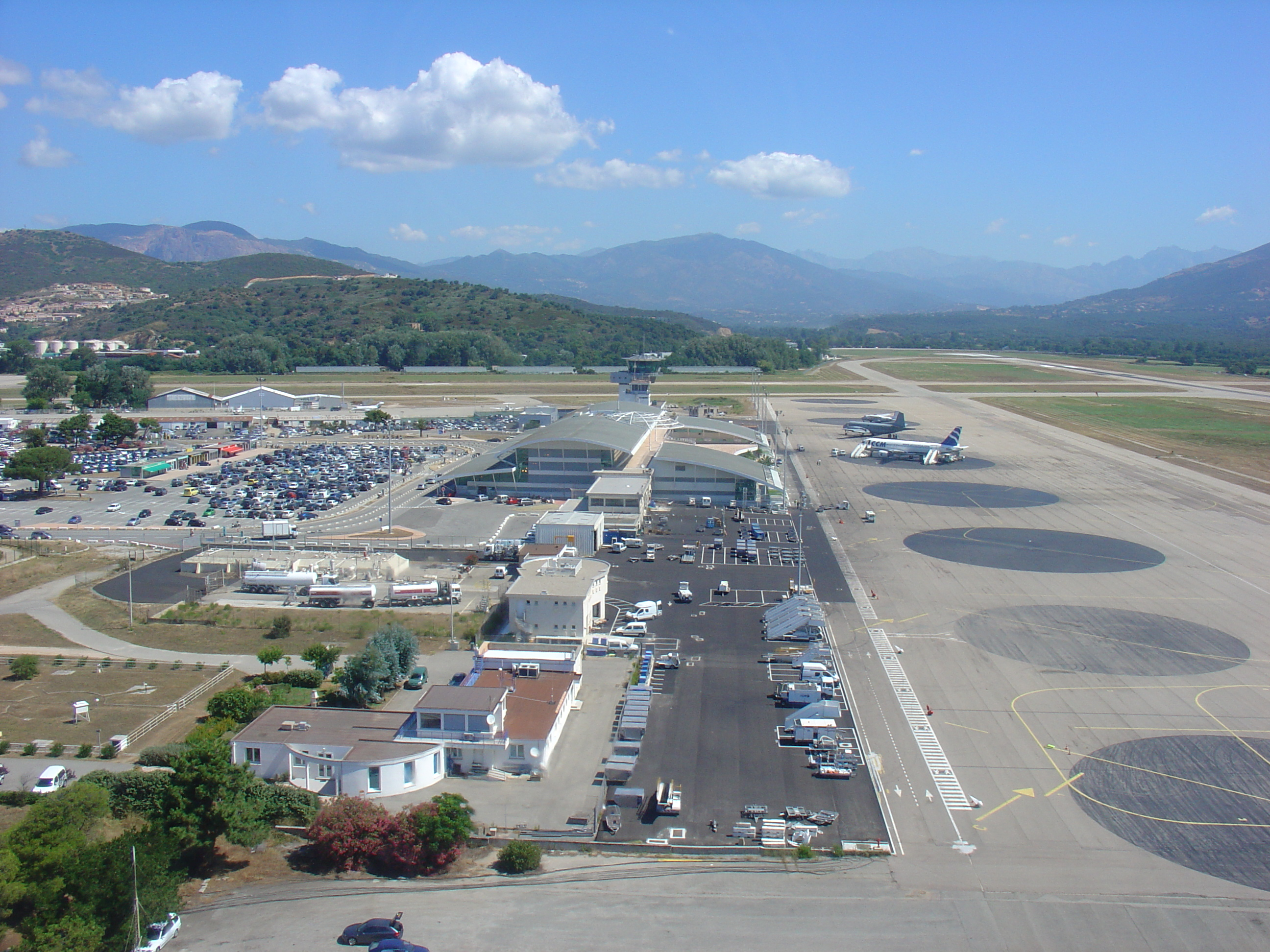
Letecký snímek části Bonapartova letiště